# 人和商業
中國地利集團「China Dili Group」 （原名人和商業控股，港交所：1387）是一家在香港交易所上市的零售業公司。其在中國發展、租賃和管理地下購物商場業務。
在1991年，由戴永革創立本公司，在哈爾濱建了由防空洞改建成地下商場，屬於新興行業，到2005年，在廣州又再建立地下商場。直至2008年成為香港上市重點。也是首家地下商場上市公司之一。
其非執行董事戴秀丽，是戴永革姊姊，被英國《星期日泰晤士報》登上2011年英國女性富豪榜第7位。
2019年6月19日（ 星期三 ）上午九時正起，人和商業改名為中國地利集團「China Dili Group」。